# Stacja Kultury Pyskowice
Dom Kultury w Pyskowicach – dom kultury, który swoją działalność rozpoczął 13 stycznia 2024 roku jako Stacja Kultury Pyskowice będąca jednostką podległą ówczesnemu Miejskiemu Ośrodkowi Kultury i Sportu w Pyskowicach (obecnie Miejski Ośrodek Kultury i Sztuki Pyskowice). Instytucja ulokowana została w gruntownie zrewitalizowanym, zabytkowym budynku dawnego dworca kolejowego w Pyskowicach przy ul. Wolności 16. Kierownikiem instytucji od 2024 roku jest Katarzyna Bąk.

## Historia
Oryginalny budynek został wzniesiony pod koniec XIX w. Jest budowlą charakterystyczną dla budynków kolejowych z tego okresu, wzniesioną na betonowym fundamencie, licowany czerwoną cegłą. Całość zamyka się w dość zwartej bryle. Podczas zakładania białej karty dla budynku w 1999 r. określono jego kubaturę na ~6425 m³ a pow. użytkową na ~1670 m².
Brakuje źródeł mówiących o dacie zamknięcia dworca dla podróżnych. Najprawdopodobniej funkcjonował w niewiele zmienionej formie do schyłku lat 90., kiedy PKP dokonywało licznych cięć połączeń i torowisk (w tym likwidacji linii kolejowej do Zabrza Mikulczyc w 1996 r. i do Pyskowic Miasta w 2000 r.). Przez pewien czas był wynajmowany firmom prywatnym, następnie niszczał przez około dwie dekady jako pustostan.
Do budynku przylegała wiata peronowa będąca zadaszeniem peronu 1, z którego odjeżdżały wcześniej poc. osobowe głównie do Pyskowic Miasta i Bytomia. Peron został wyłączony z użytku podczas rewitalizacji linii kolejowej 135 na przestrzeni lat 2010–2014, a wiata została zdewastowana i zdemontowana w roku 2012. Fragment rzeźbionego łącznika oryginalnej wiaty ze ścianą dworca został zachowany na budynku po przeprowadzeniu rewitalizacji.
Po raz pierwszy samorząd miasta poinformował o planach utworzenia „Stacji Kultury” w 2018 roku, kiedy to budynek został przejęty od PKP S.A. na własność gminy, która to następnie zrealizowała dwa projekty współfinansowane przez Unię Europejską z Europejskiego Funduszu Rozwoju Regionalnego w ramach Regionalnego Programu Operacyjnego Województwa Śląskiego na lata 2014–2020 i pozyskała z nich finansowanie na realizację modernizacji i dostosowania budynku do nowych celów. Projekt „Stacja kultury Adaptacja dworca kolejowego w Pyskowicach celem aktywizacji gospodarczej, kulturalnej i społecznej” realizowany był na przestrzeni lat 2020–2023. Miasto otrzymało na ten cel dotację w wysokości 14140401,92 zł. Projekt „Termomodernizacja byłego dworca kolejowego w Pyskowicach” realizowany był równolegle na przestrzeni lat 2020–2022, a kwota dotacji wyniosła 2260989,16 zł.
Projekt przebudowy obiektu wykonało przedsiębiorstwo F.S PROJEKT Sp. z o.o. Lędziny. Wykonawcą została wybrana firma MILIMEX S.A. z siedzibą w Siemianowicach Śląskich. W budynku, względem stanu zastanego przebudowano układ wewnętrzny pomieszczeń. W wyniku tego wewnątrz znalazły się sala co-workingowa, sala spotkań, sala koncertowa, sale dla organizacji pozarządowych, sale do ćwiczeń i zajęć rytmicznych, pomieszczenia biblioteczne, pomieszczenia biurowe, i sale warsztatowe.
Od pierwszych dni funkcjonowania Stacja Kultury pełni rolę obiektu wielofunkcyjnego, łączącego kulturę i sztukę z pierwotnym przeznaczeniem dworca. Znajdują się w nim ogólnodostępne toalety dla podróżnych, poczekalnia dworcowa, filie: MOKiS Pyskowice i Miejskiej Biblioteki Publicznej w Pyskowicach, a także punkt informacyjny dla organizacji pozarządowych. Budynek jest przystosowany do obsługi osób z niepełnosprawnościami.
Oddanie Stacji Kultury do użytku zostało poprzedzone otwarciem dla mediów i gości specjalnych, które nastąpiło 11 stycznia 2024 roku Oficjalne dwudniowe otwarcie dla mieszkańców odbyło się 13 i 14 stycznia 2024 roku Na uroczystość otwarcia przygotowano oprowadzanie po budynku przez burmistrza Adama Wójcika, warsztaty i zabawy dla dzieci, wystawy pamiątek i eksponatów związanych z węzłem kolejowym w Pyskowicach, wystawy fotograficzne, pokazy teatralne i koncerty. Część wystaw i eksponatów zorganizowanych przez stowarzyszenie Stacja Pyskowice – Kolej Aglomeracyjna i Muzealna GOP została ekspozycją stałą w obiekcie. Należy do nich m.in. działający pięciokomorowy semafor świetlny ze stacji kolei piaskowej Drama (Dr) w Pyskowicach-Dzierżnie, ekspozycja fotograficzna dokumentująca historię dworca i parowozowni Pyskowice. Wewnątrz obiektu, w salach: koncertowej, spotkań i w poczekalni dla podróżnych, zawieszono wielkopowierzchniowe fototapety z archiwalnych fotografii wykonanych na terenie węzła kolejowego w Pyskowicach autorstwa Krzysztofa Jakubiny i Krzysztofa Prądzyńskiego.
Stacja Kultury w internetowym plebiscycie odbywającym się w ramach XXVIII edycji ogólnopolskiego konkursu „Modernizacja Roku & Budowa XXI w.” została wybrana „Modernizacją Roku 2023” zdobywając 16 762 głosów.
W obiekcie odbywają się spotkania dla mieszkańców, spotkania z samorządem gminy, zajęcia ruchowe i artystyczne dla dzieci i dorosłych, warsztaty i prelekcje. „Stacja” brała także udział we współorganizacji wydarzeń takich jak Europejskie Dni Dziedzictwa czy Industriada której Stacja Kultury stała się ”obiektem zaprzyjaźnionym” w wyniku konkursu Obiekt zaprzyjaźniony festiwalu INDUSTRIADA 2025 – święta Szlaku Zabytków Techniki.
W styczniu 2025 roku na zewnętrznej elewacji budynku od strony przejścia pomiędzy ul. Wolności a peronami stacji kolejowej umieszczono tablicę upamiętniającą Tragedię Górnośląską. Nad tablicą znajduje się symboliczna, kolejowa lampa naftowa z czerwonym oszkleniem i dodatkowym podpisem „Pamięci Ofiar Tragedii Górnośląskiej Mieszkańcy Pyskowic”

## Komunikacja.
Obok Stacji Kultury znajduje się czynna stacja kolejowa Pyskowice, z której kursują pociągi osobowe w kier. Gliwic i Opola; a także przystanki autobusowe umożliwiające jazdę w kierunku centrum Pyskowic, Dzierżna, Gliwic i Knurowa liniami 707 oraz M105 obsługiwanymi przez Transport GZM. Od 1 sierpnia 2024 roku bezpośrednio przy budynku znajduje się stacja wypożyczania Metroroweru. Wzdłuż ul. Wolności jest zorganizowany tymczasowy parking żwirowy dla użytkowników Stacji Kultury.

## Dalsze plany
Samorząd Pyskowic planuje dalszą rozbudowę bezpośredniego otoczenia obiektu. Tuż przed wejściem od strony ul. Wolności ma powstać Centrum Przesiadkowe.

## Galeria

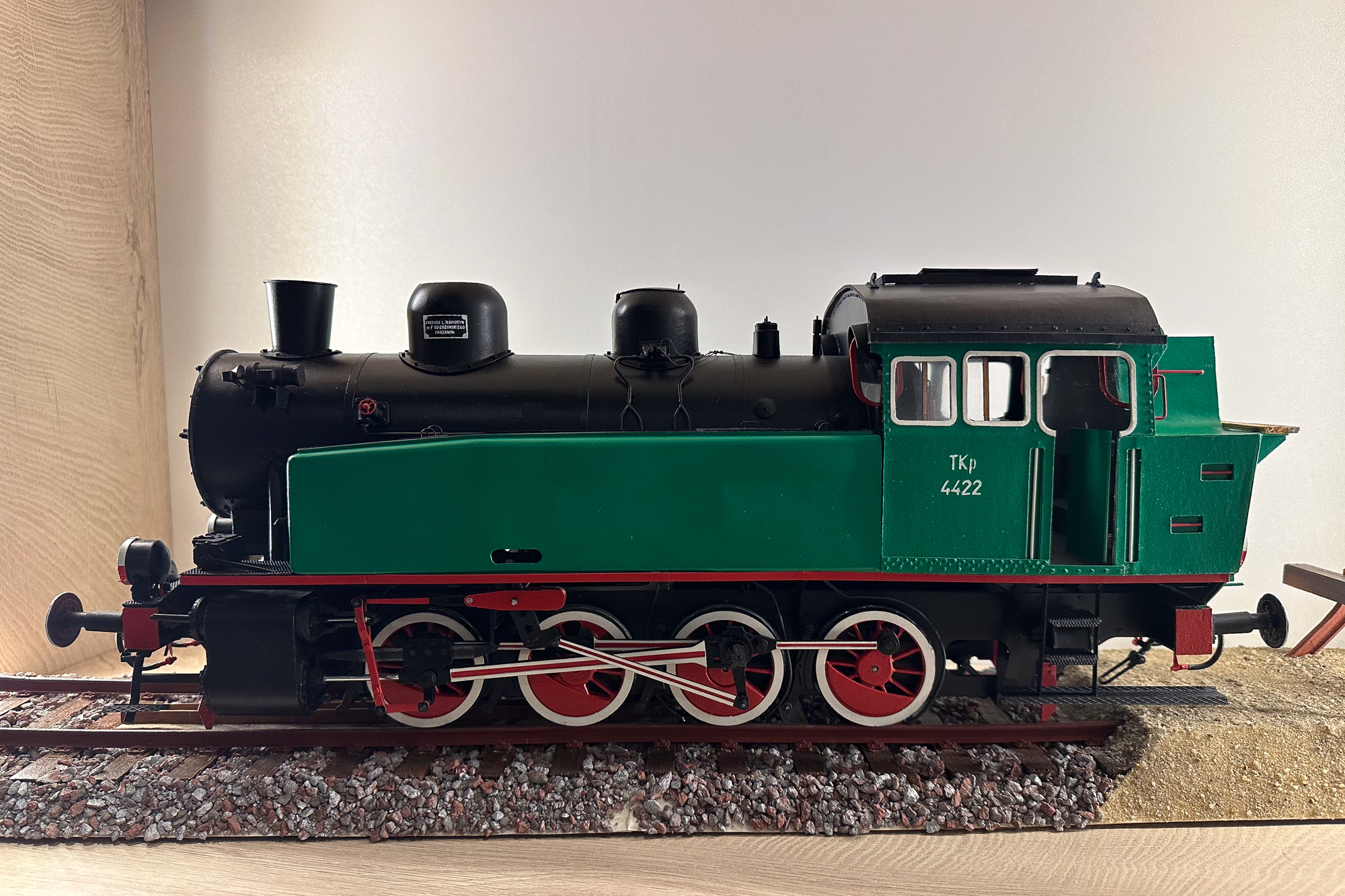
Model parowozu TKp4422 wykonany dla Stacji Kultury przez modelarza Jerzego Ziobrowskiego. Sala spotkań (2025)
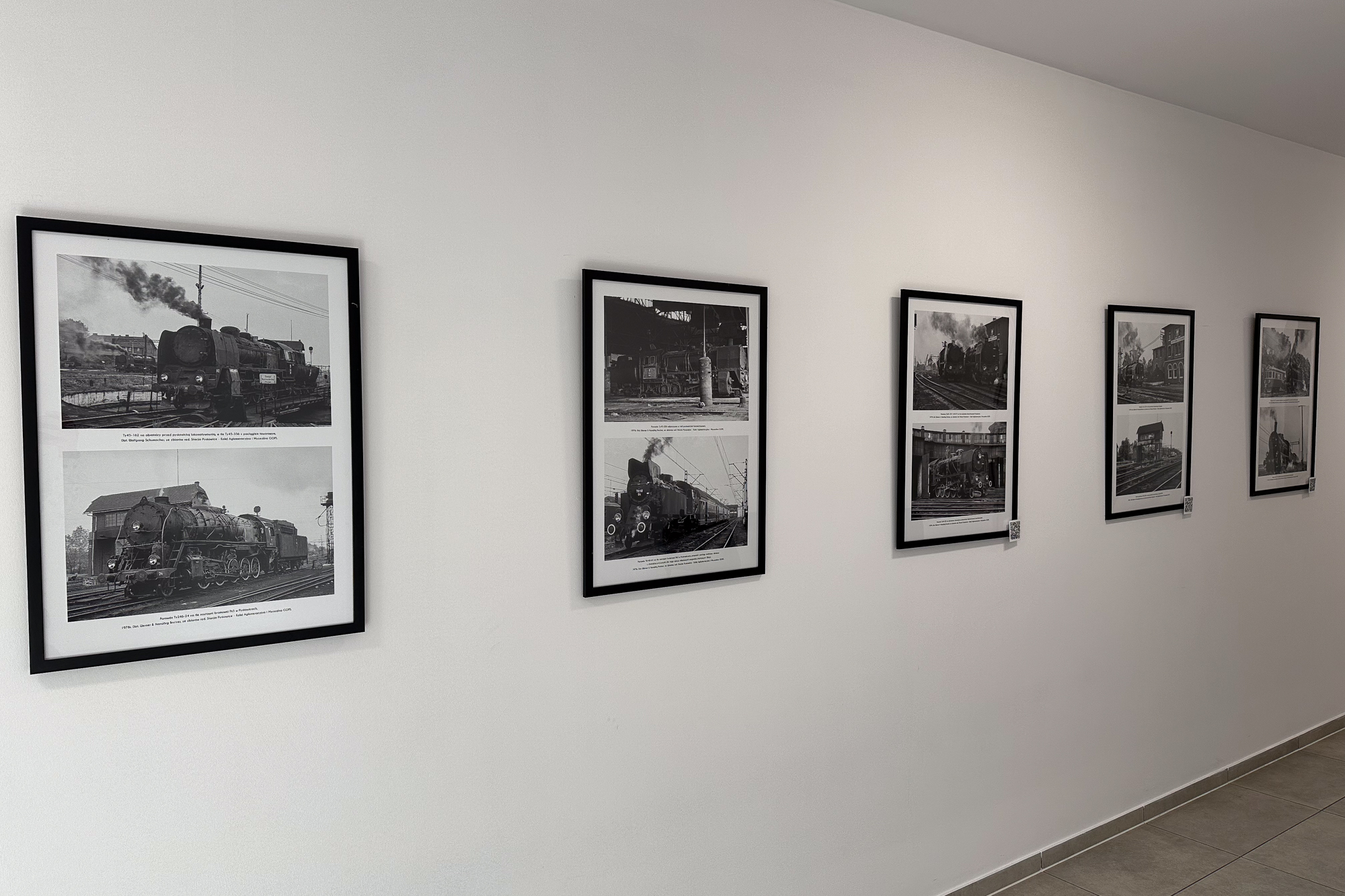
Ekspozycja fotograficzna, I piętro (2025)
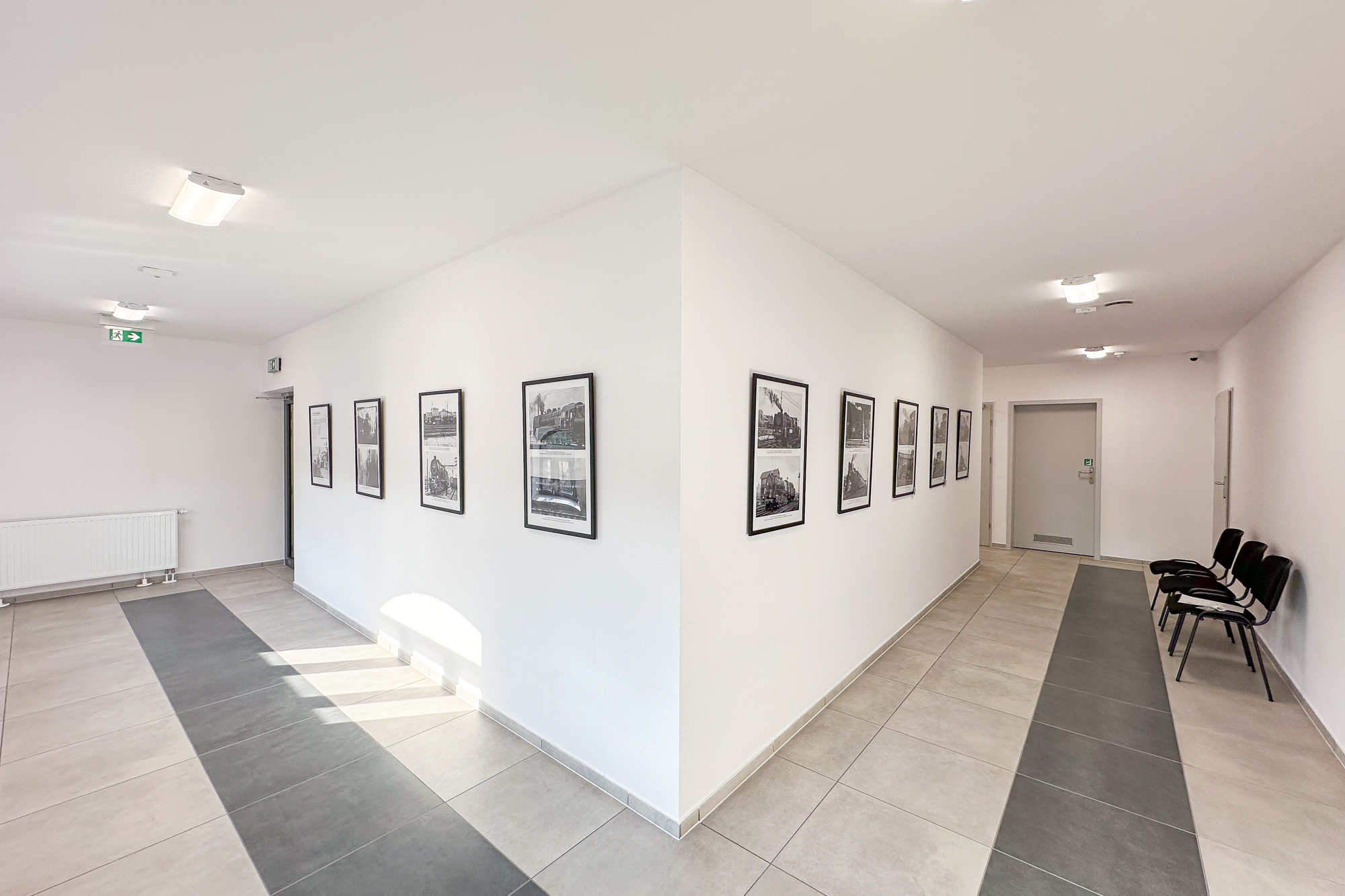
Ekspozycja fotograficzna, I piętro (2025)
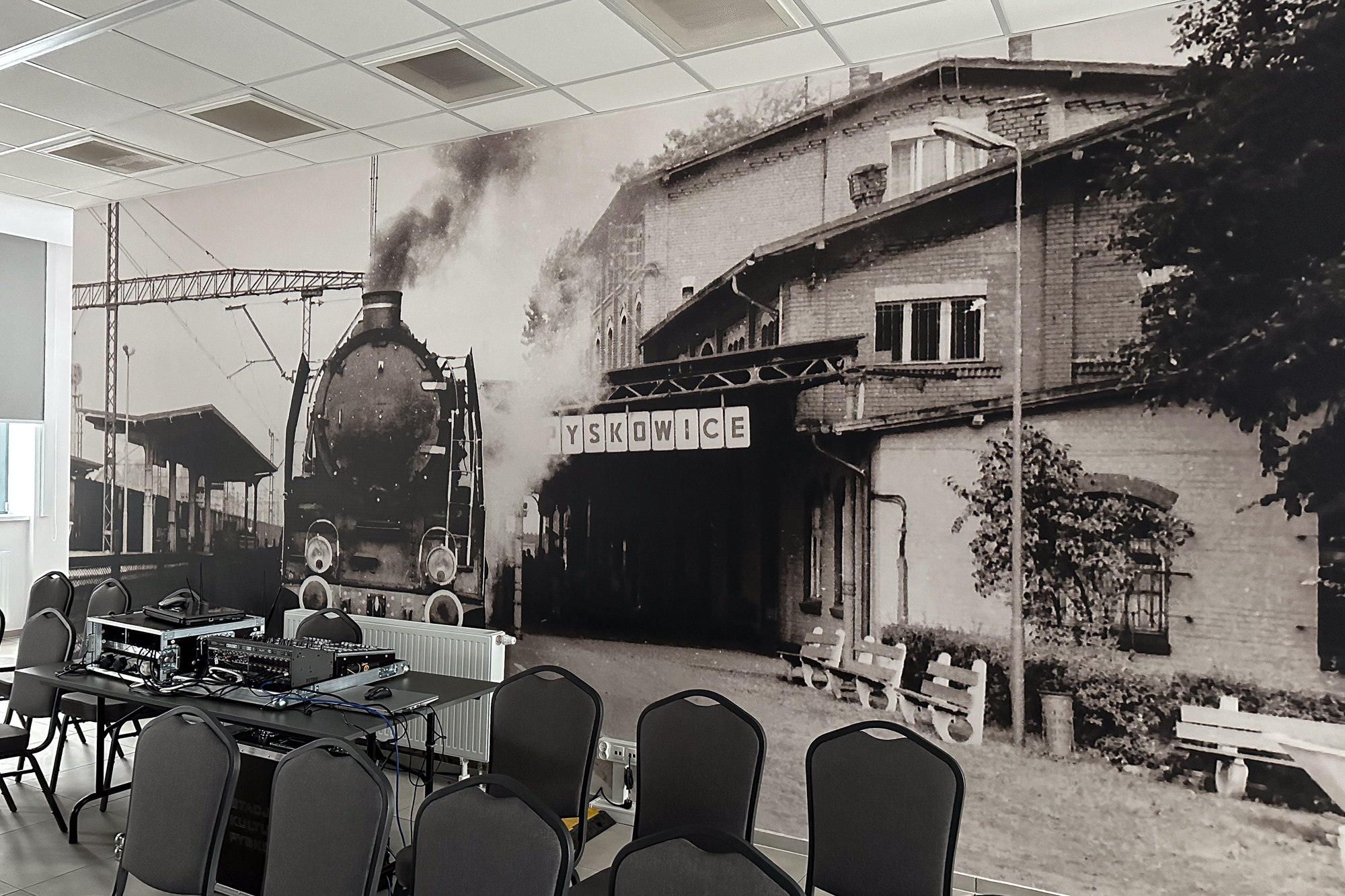
Fototapeta w sali koncertowej (2024)
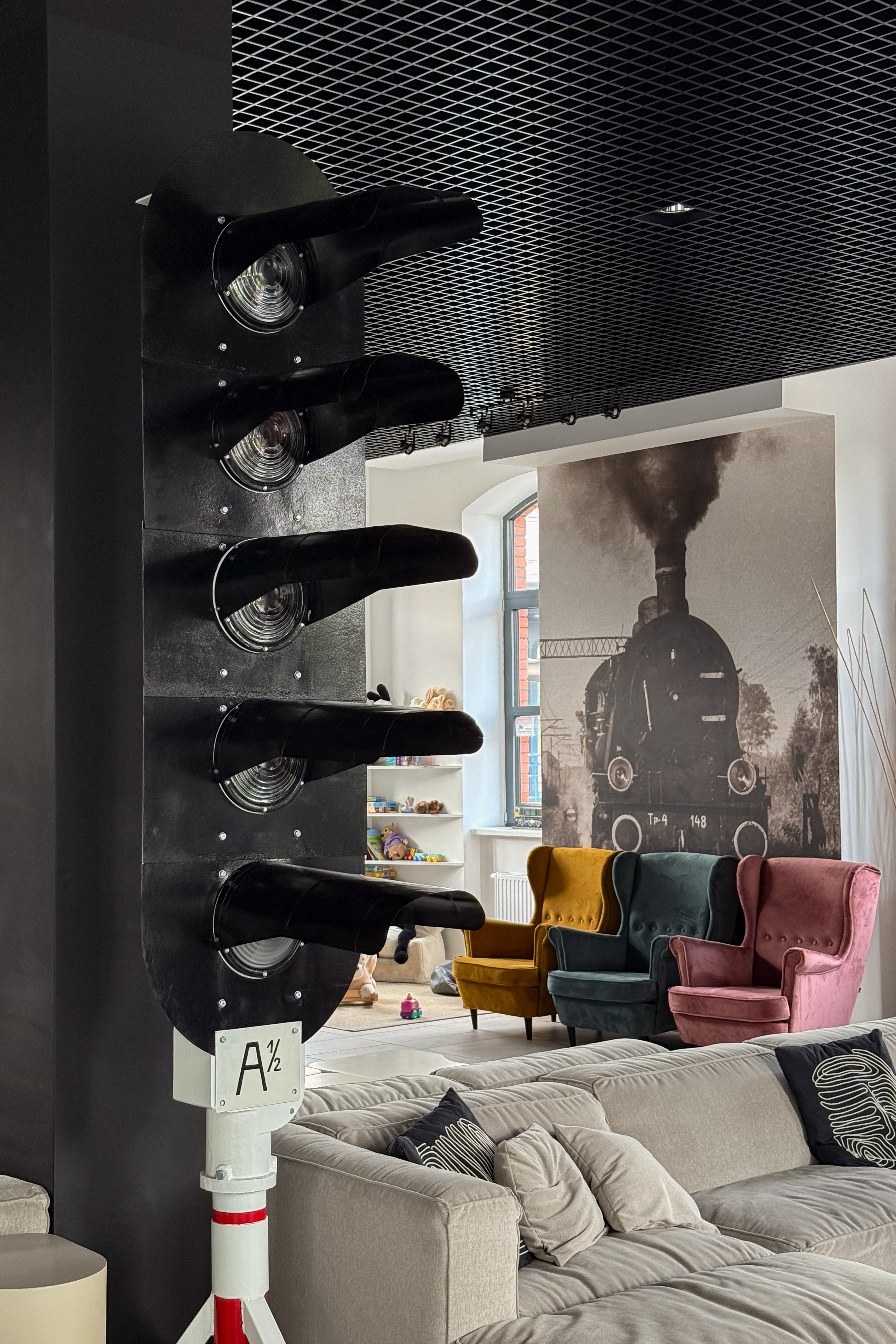
Sala spotkań, semafor (2025)
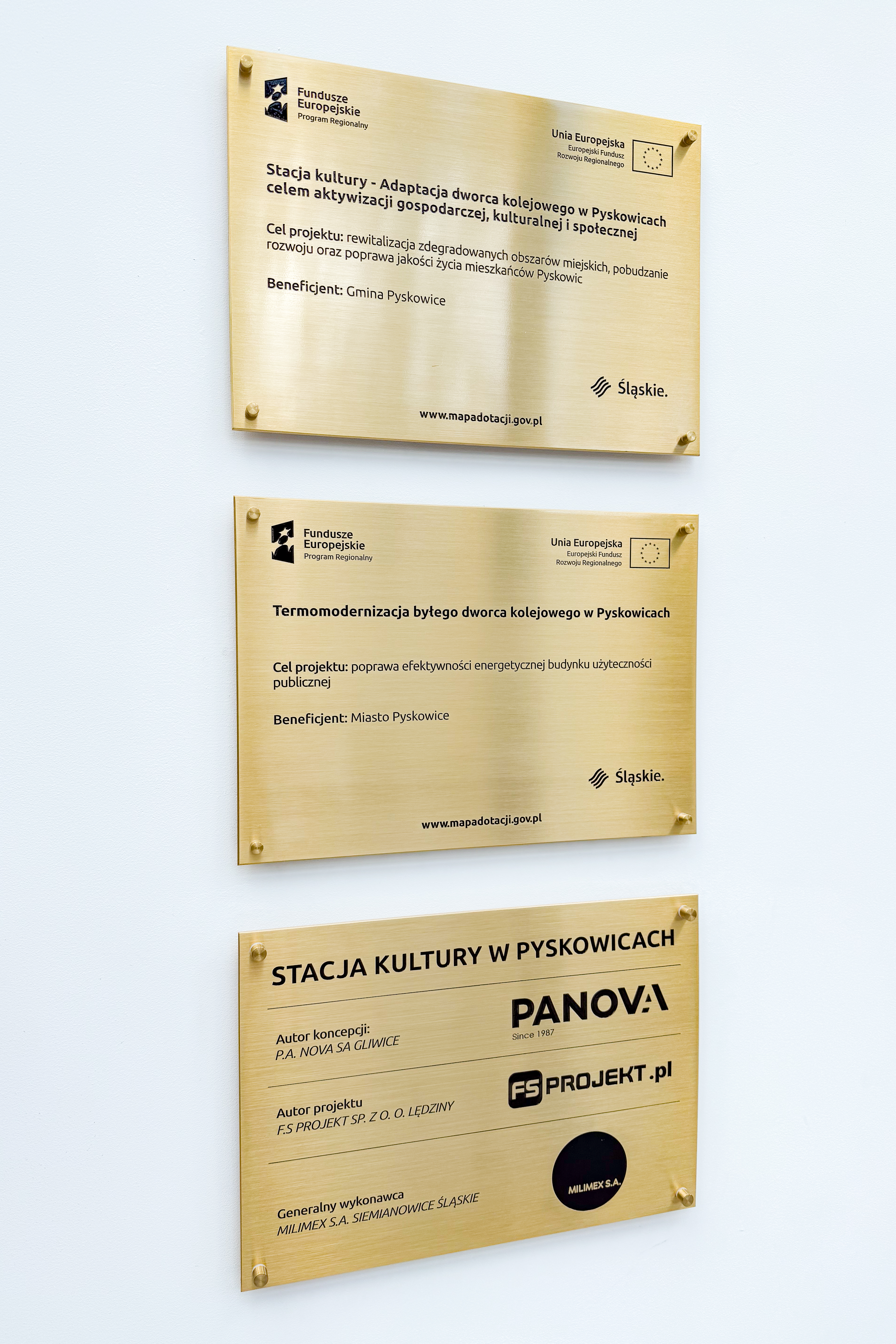
Tablice informacyjne w świetliku (2025)
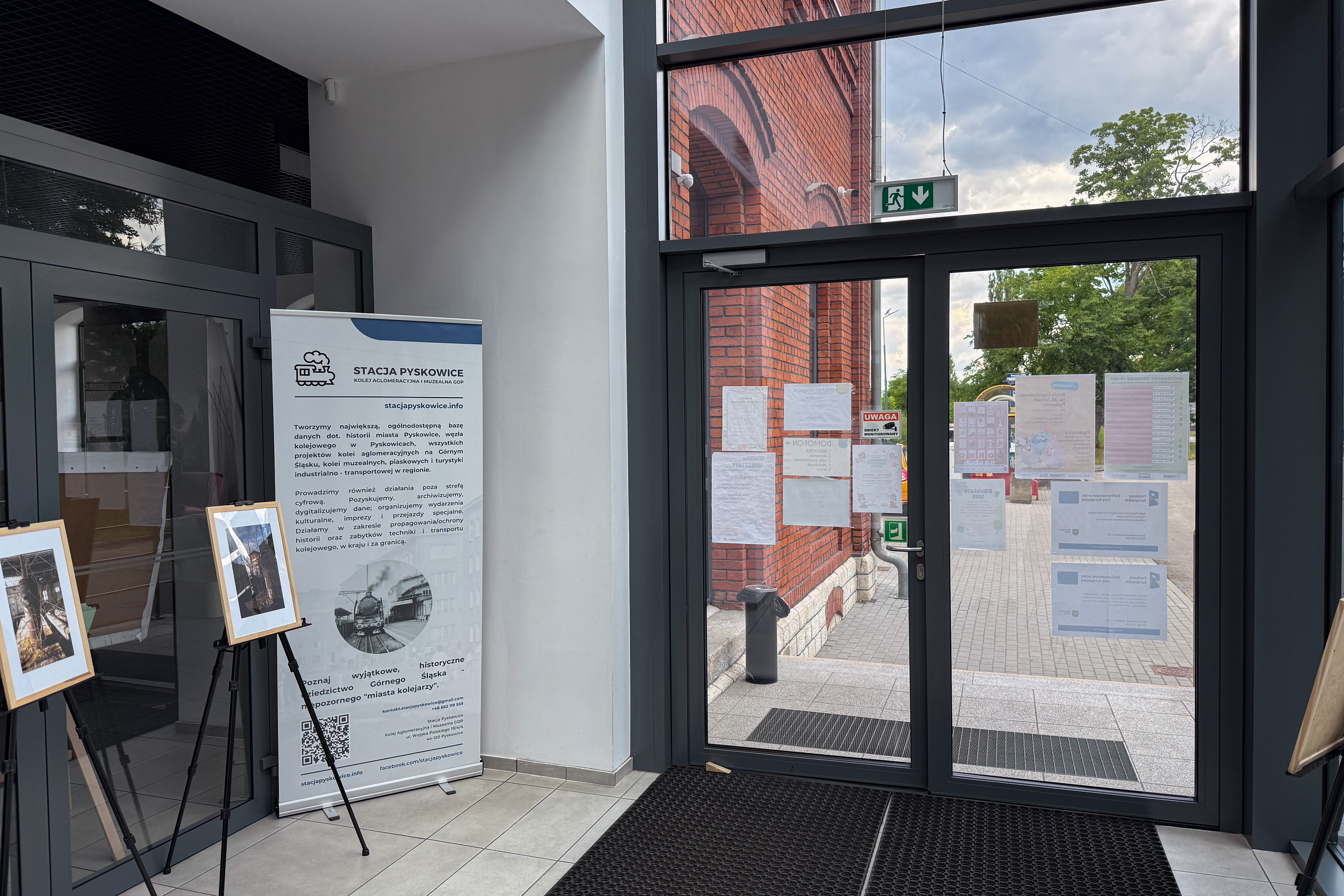
Wejście główne (świetlik) od wewnątrz, od str. ul. Wolności
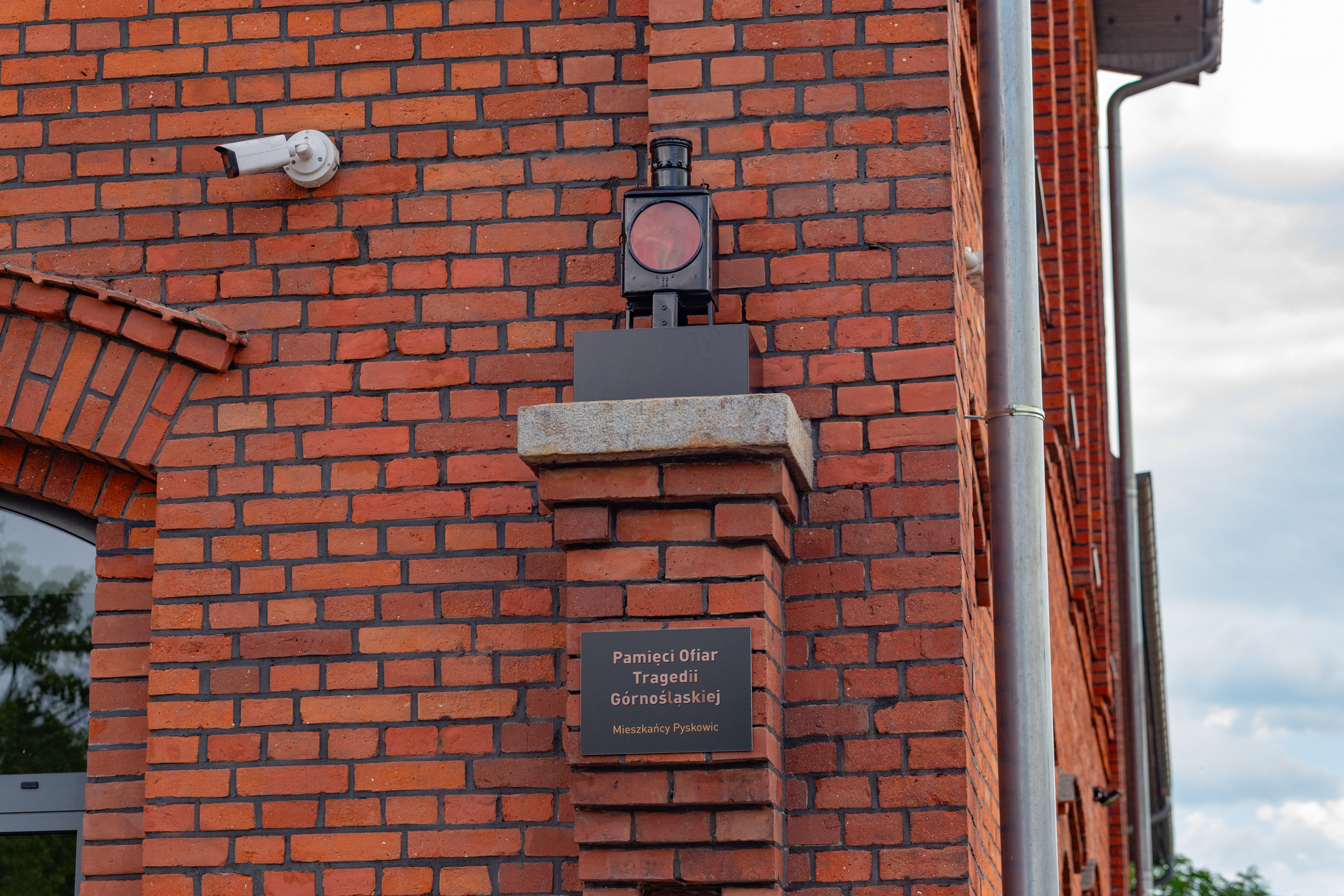
Lampa upamiętniająca Tragedię Górnośląską (2025)
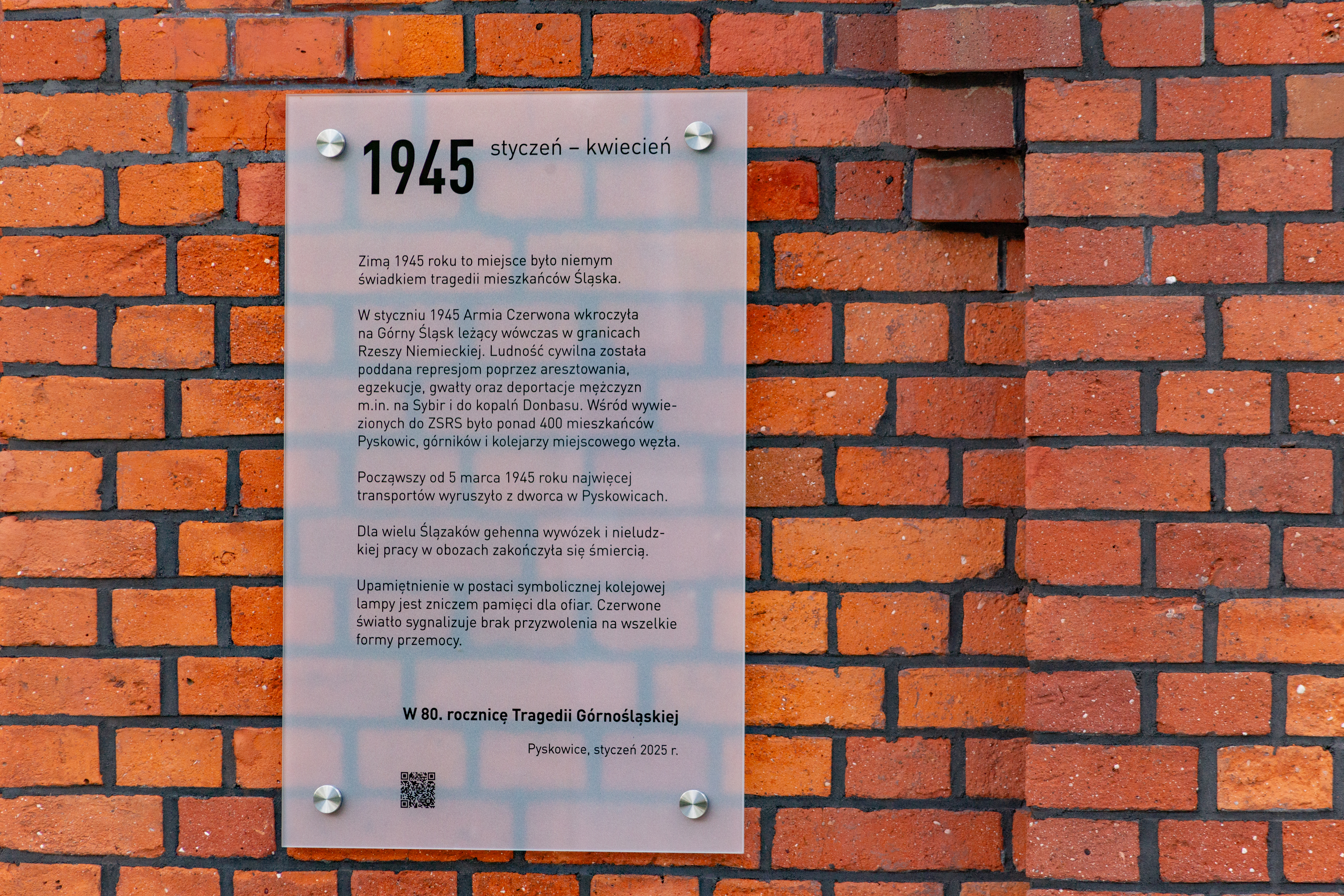
Tablica upamiętniająca Tragedię Górnośląską (2025)
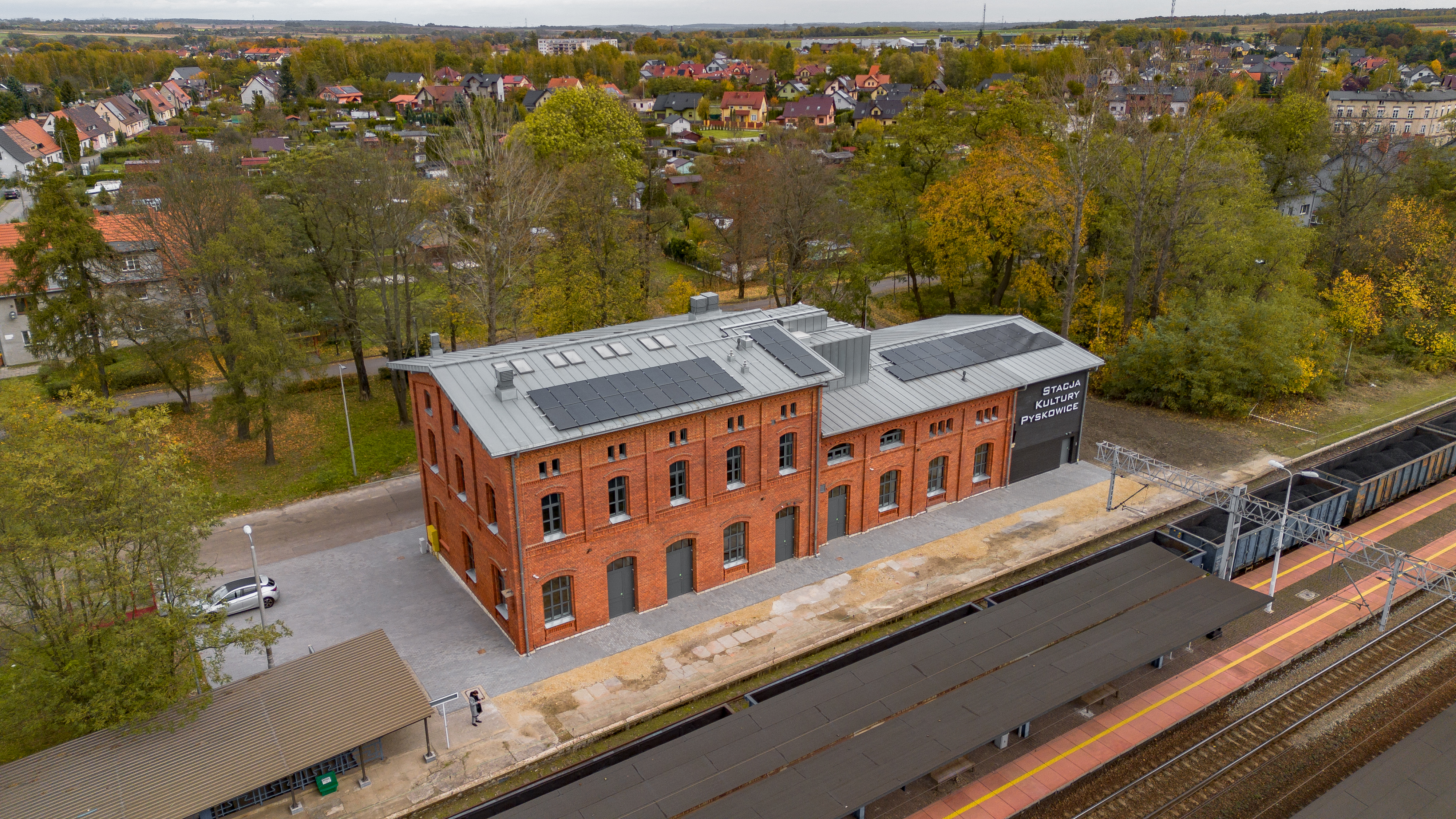
Stacja Kultury, widok z góry (2023)
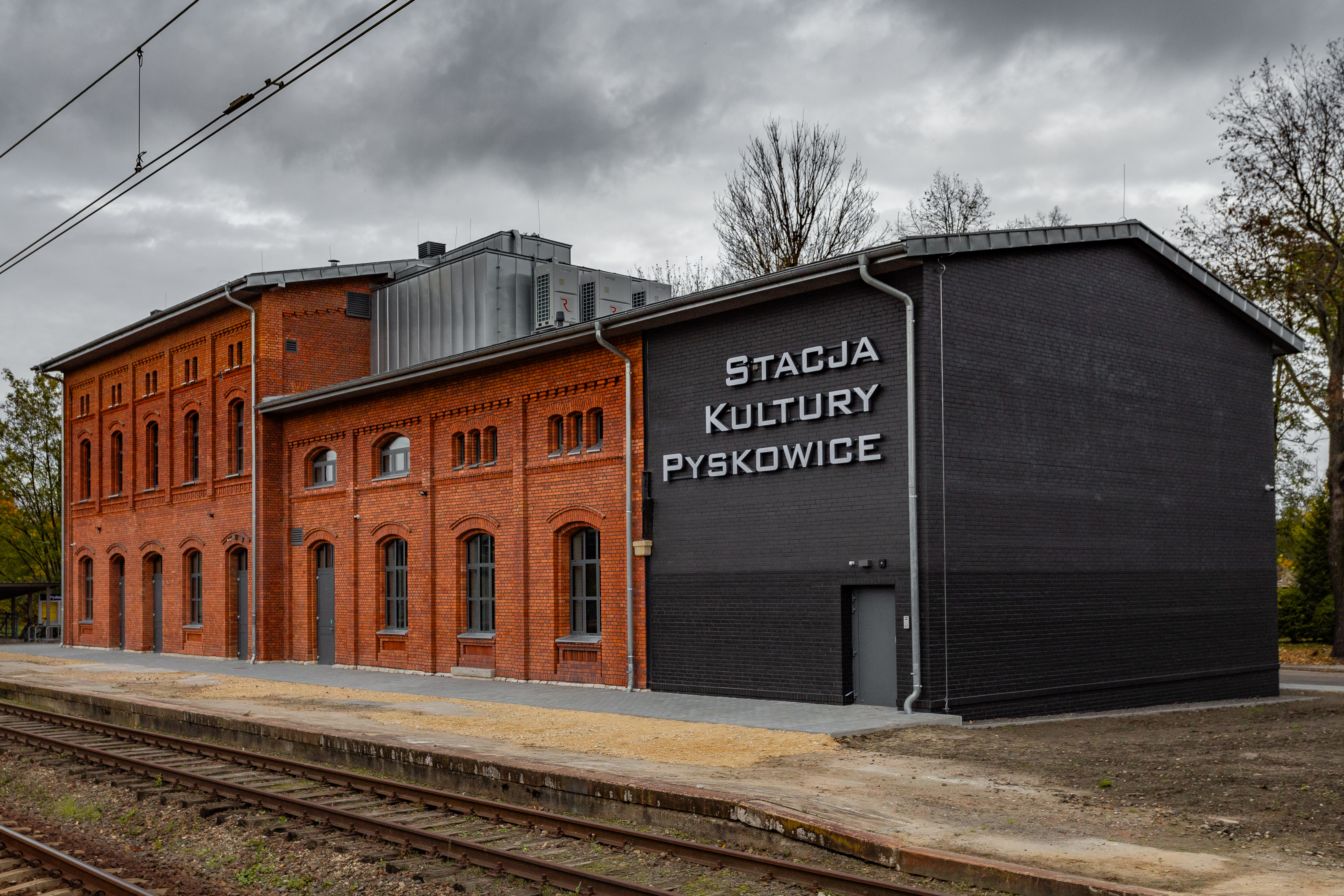
Stacja Kultury, widok z peronu 2 stacji Pyskowice (2023)
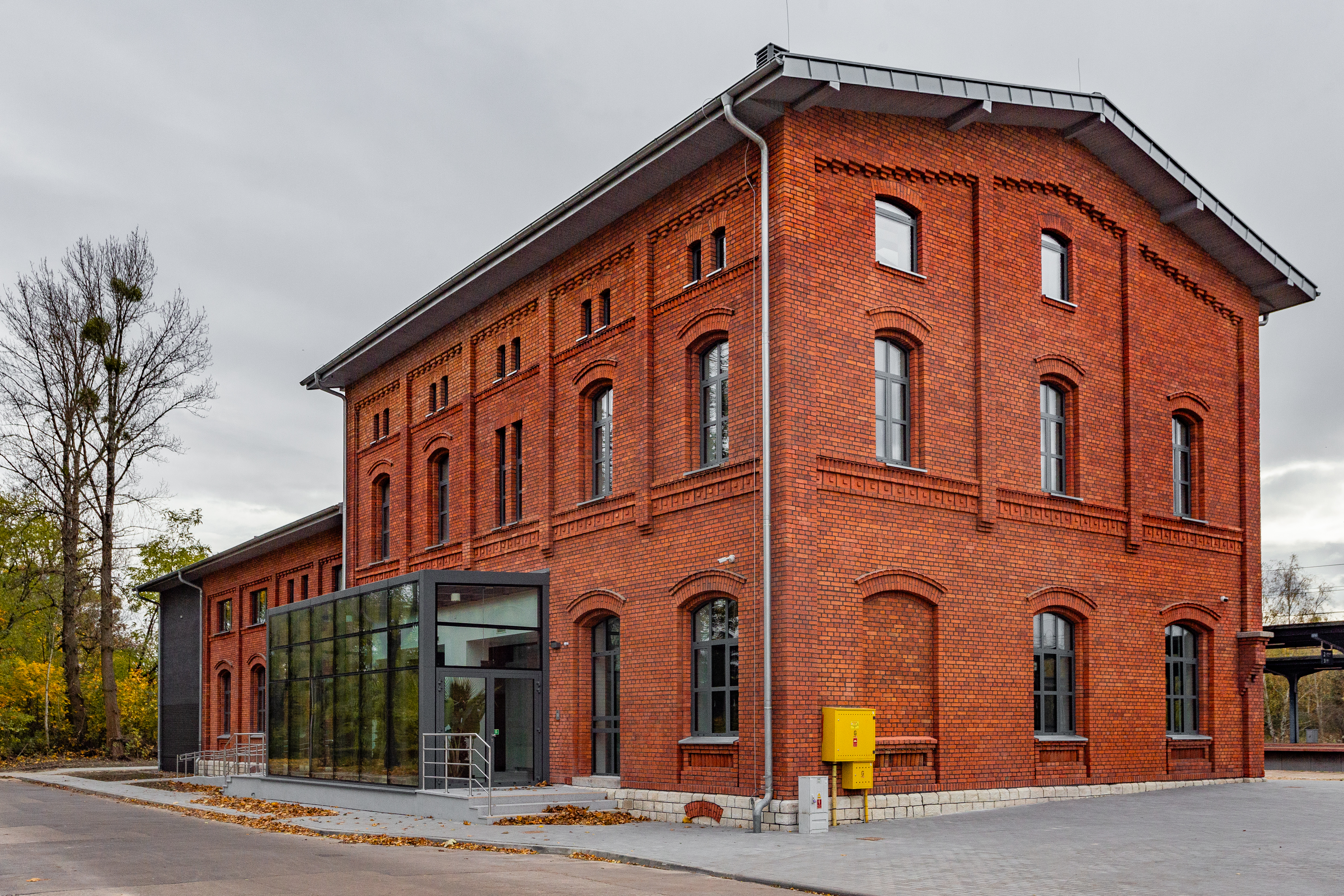
Stacja Kultury, widok od strony ul. Wolności (2023)
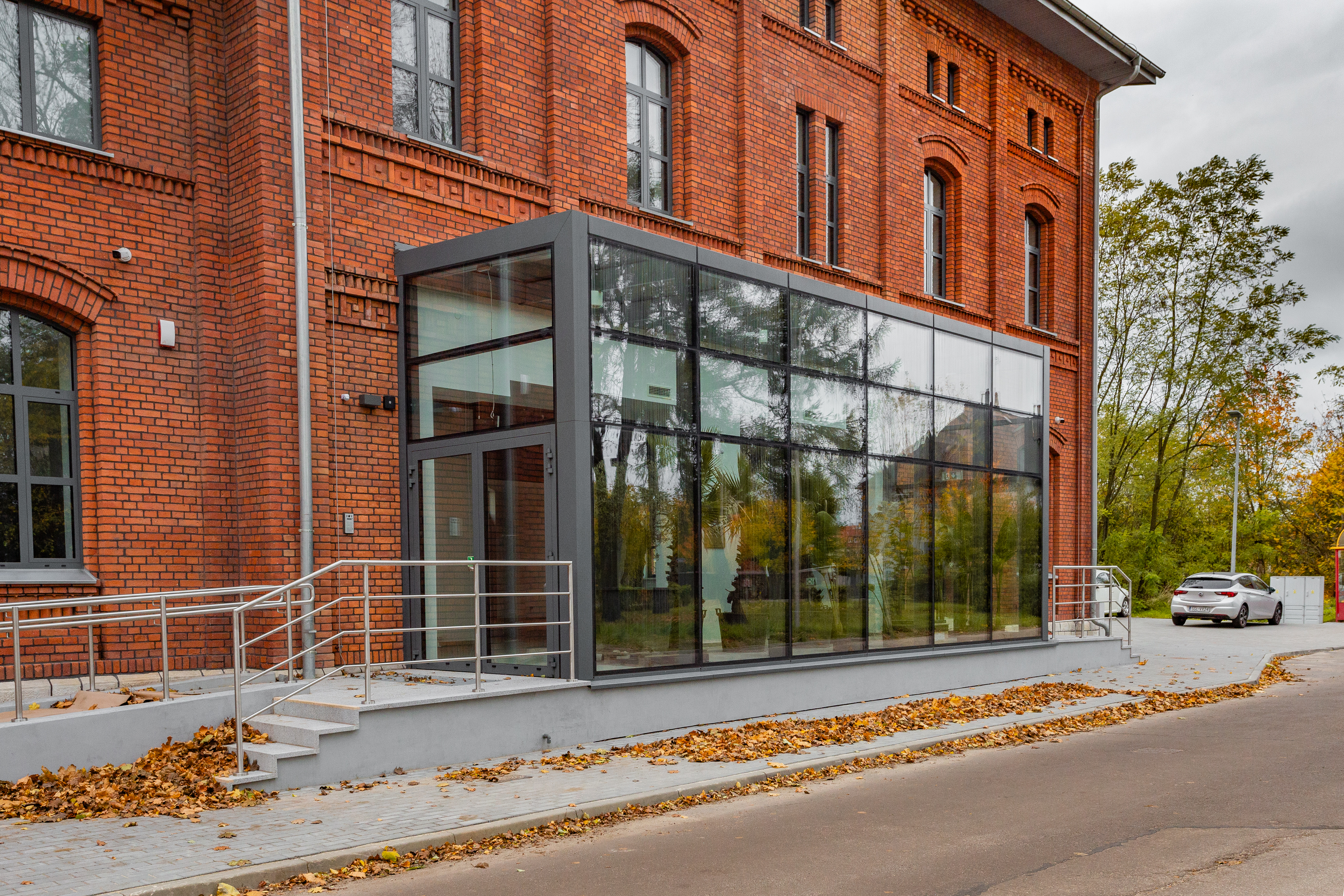
Przeszklone wejście od strony ul. Wolności (2023)
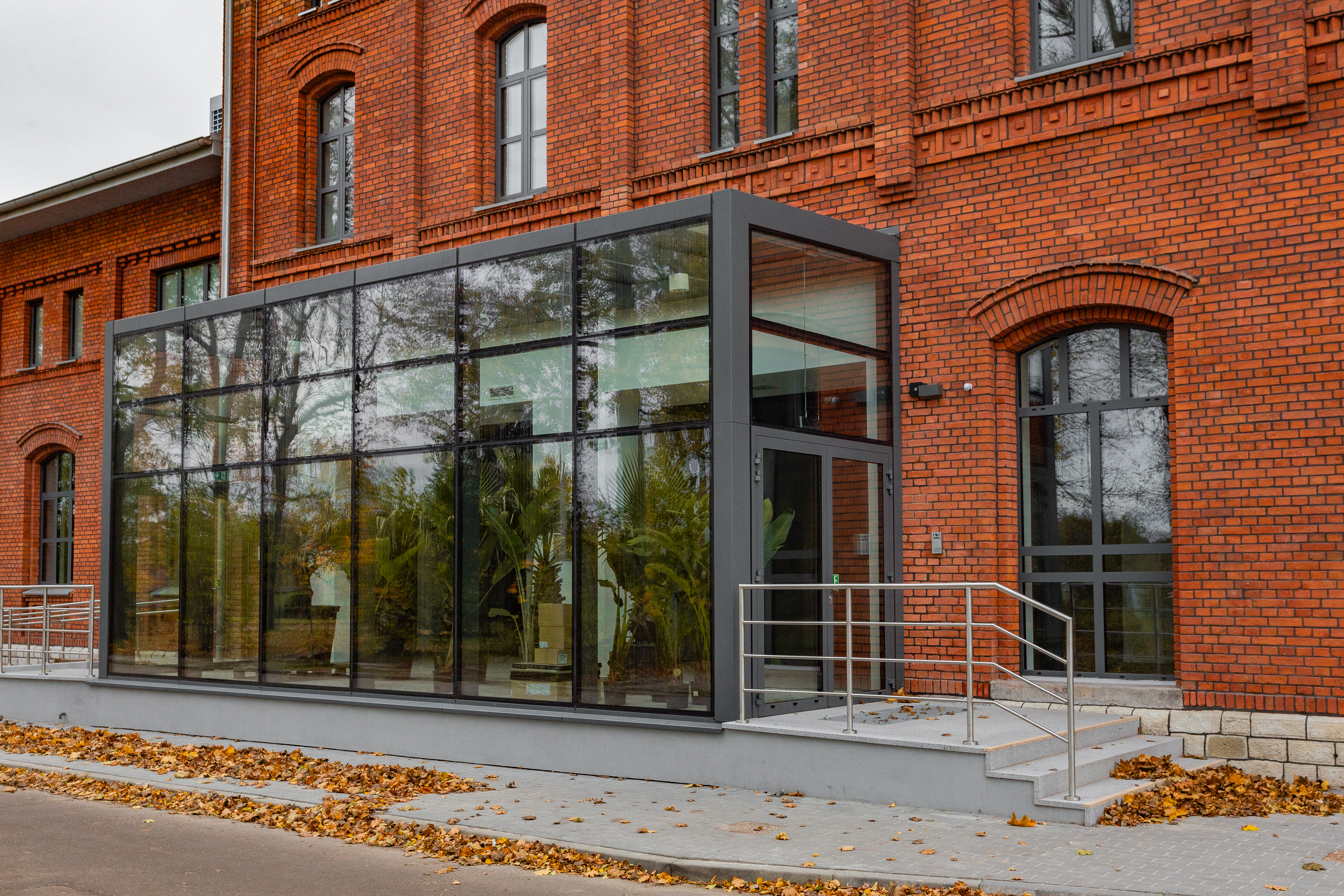
Przeszklone wejście od strony ul. Wolności (2023)
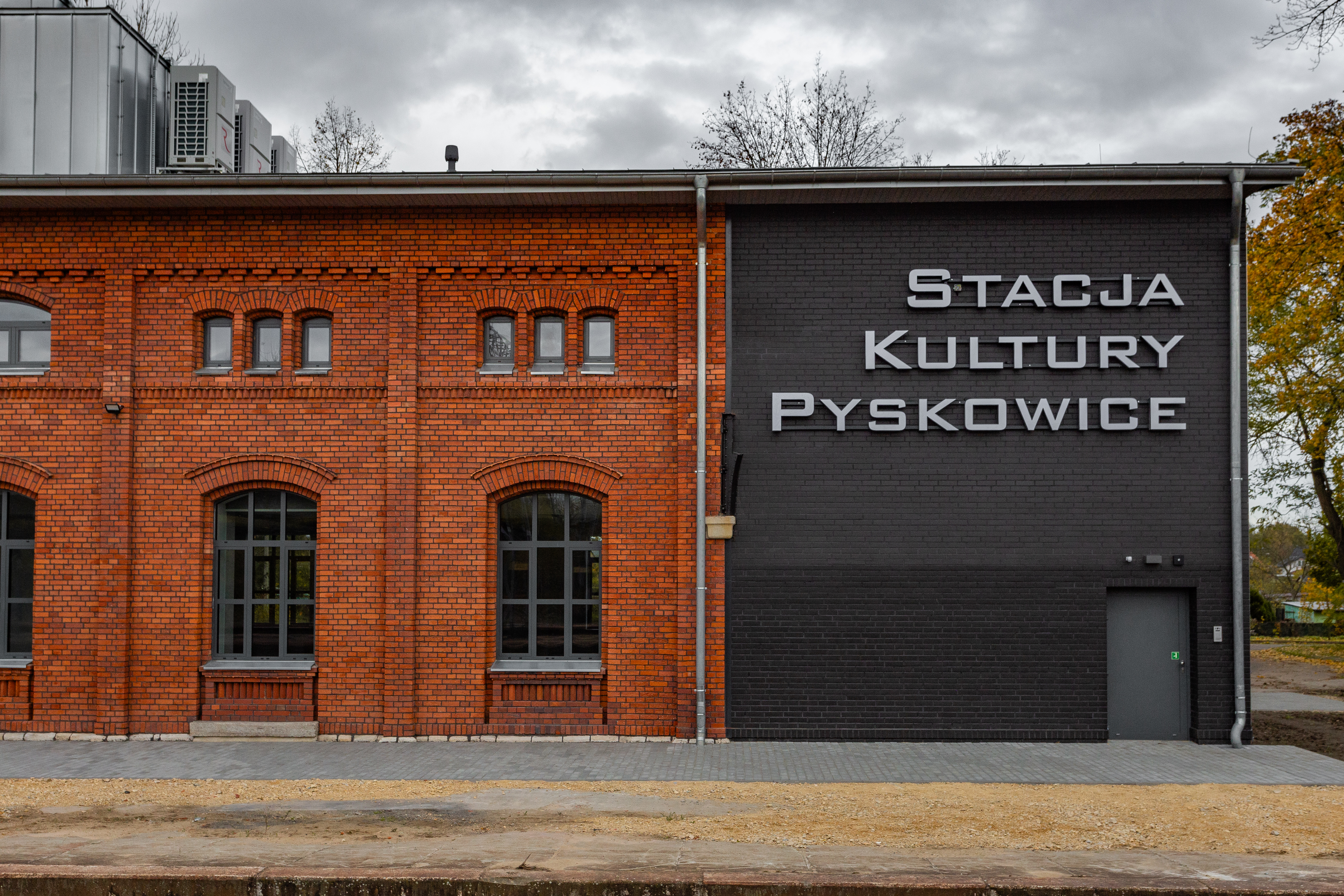
Na lewo od litery „P” w nazwie miejscowości widoczne zachowane łączenie wiaty peronowej (obecnie zlikwidowanej) z budynkiem dworca (2023)
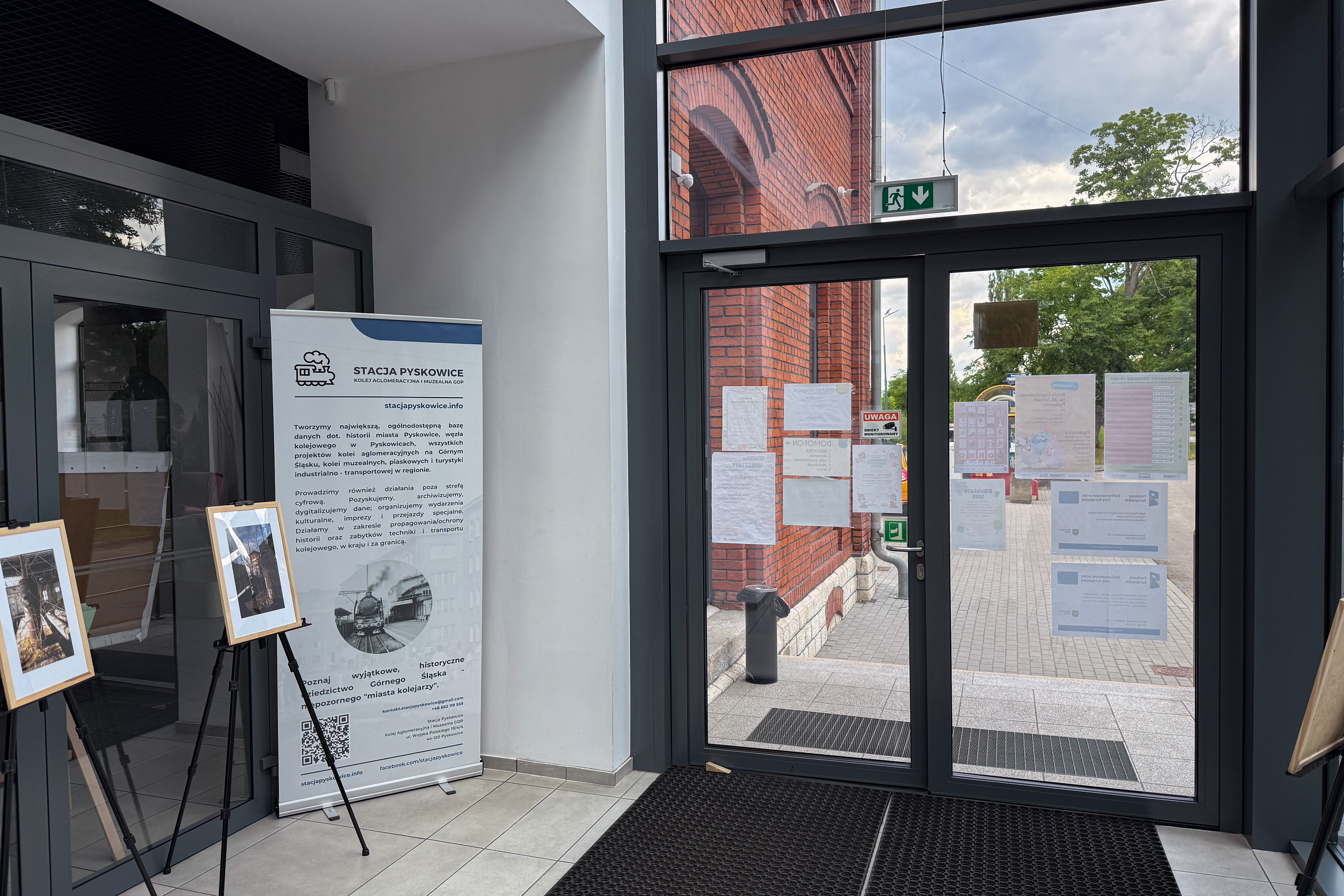
Wejście główne (od str. ul. Wolności) wewnątrz (2025)
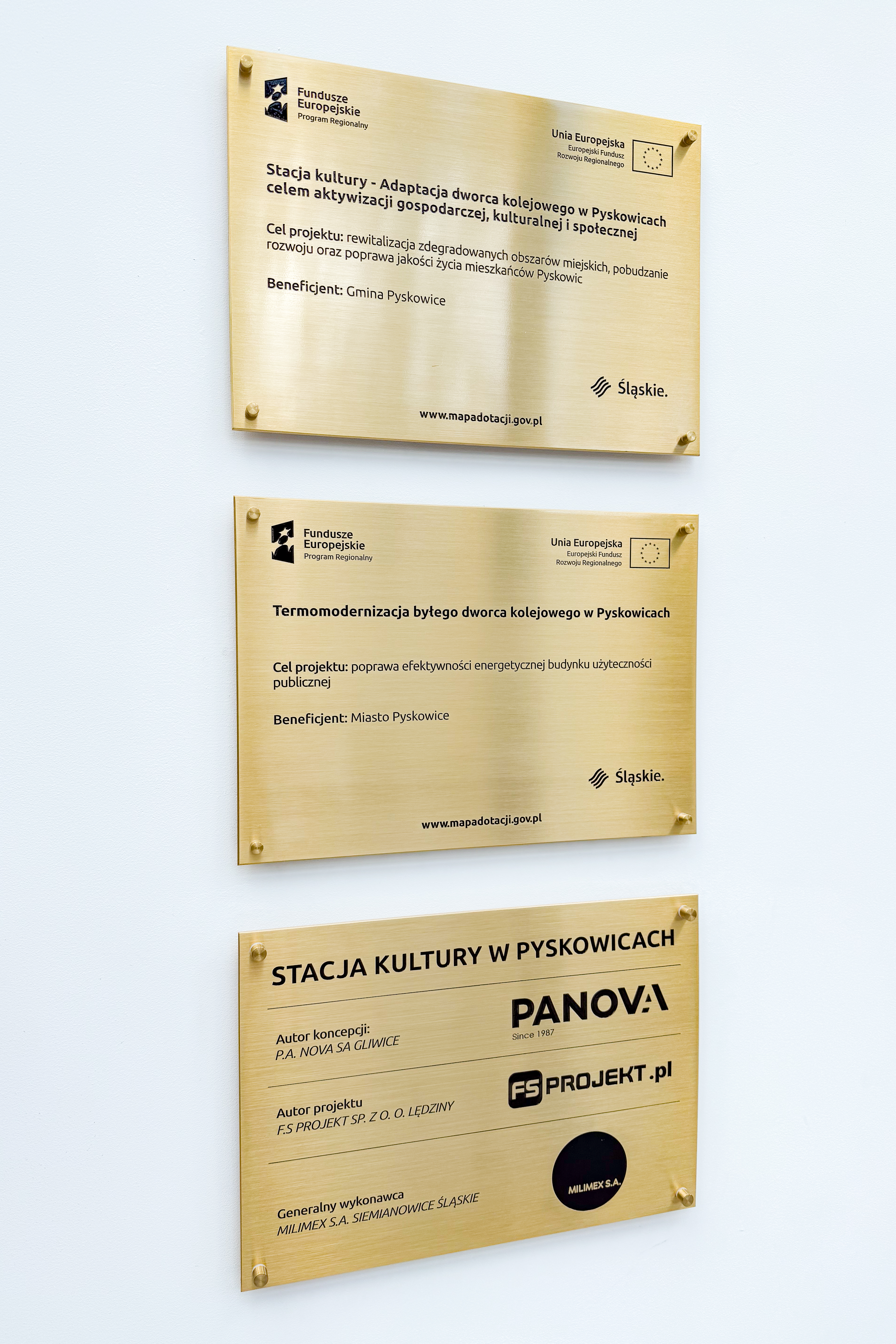
Tablice informacyjne w świetliku (2025)
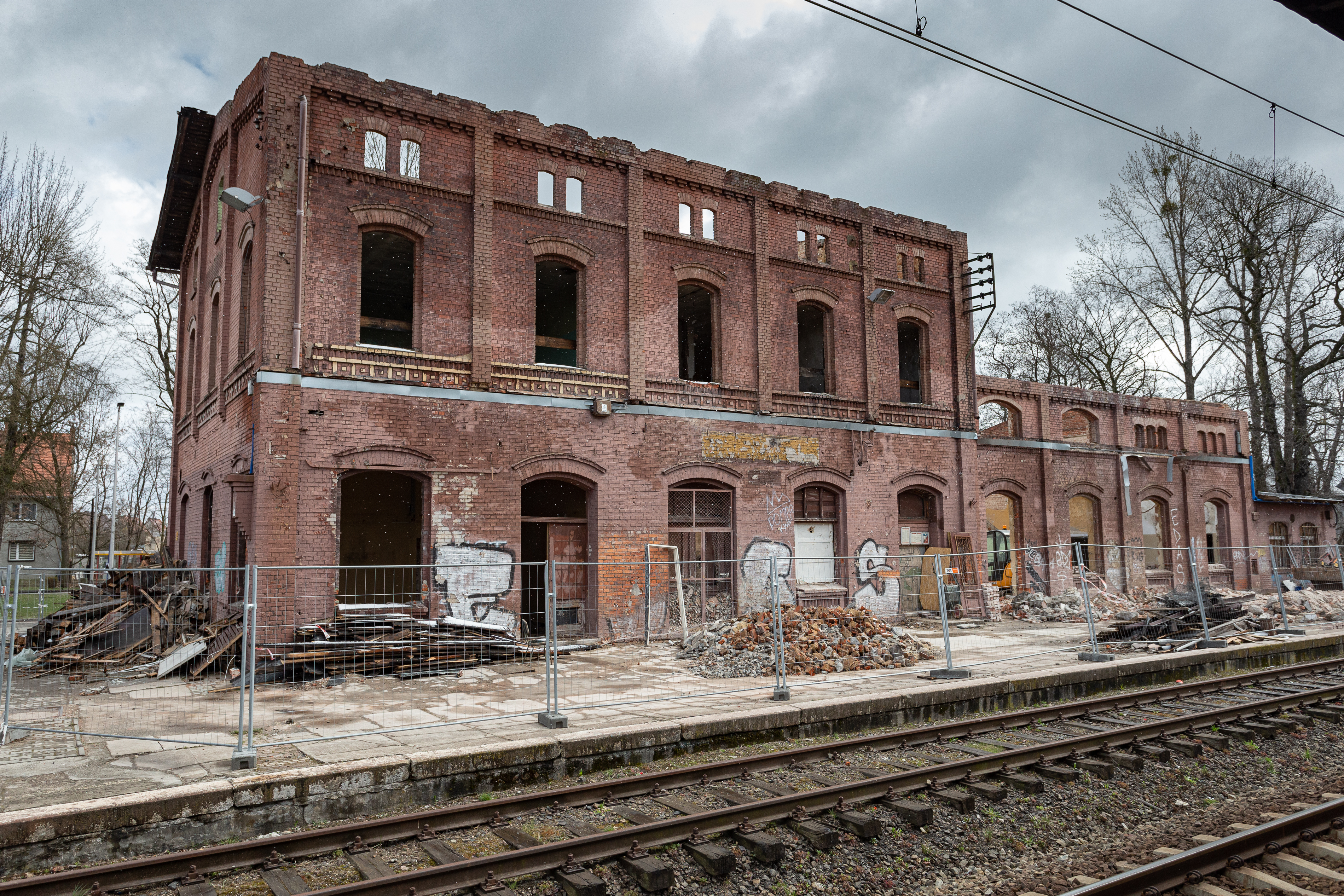
Przebudowa budynku, widok od strony peronów (2021)
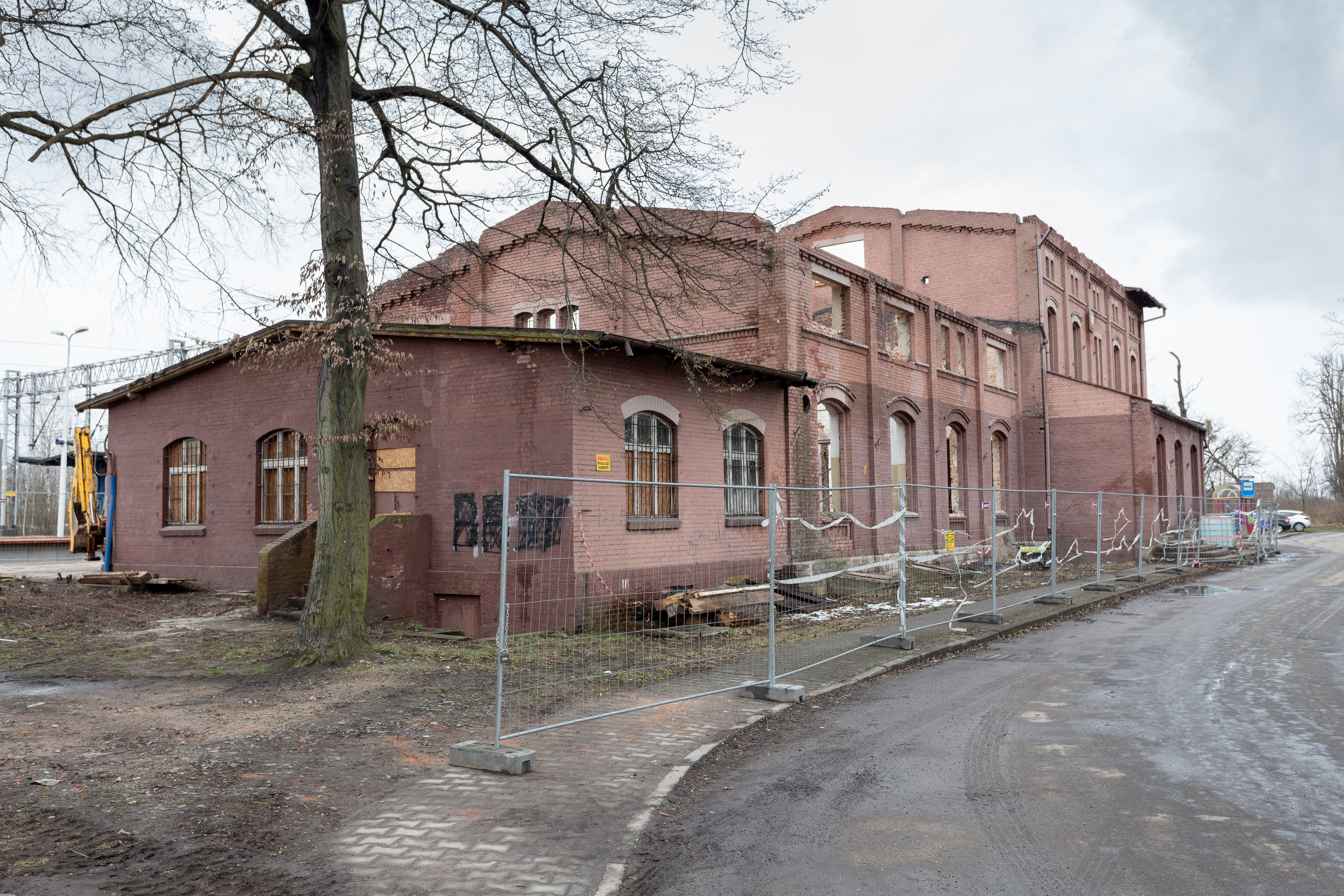
Przebudowa budynku, widok od strony ul. Wolności (2021)
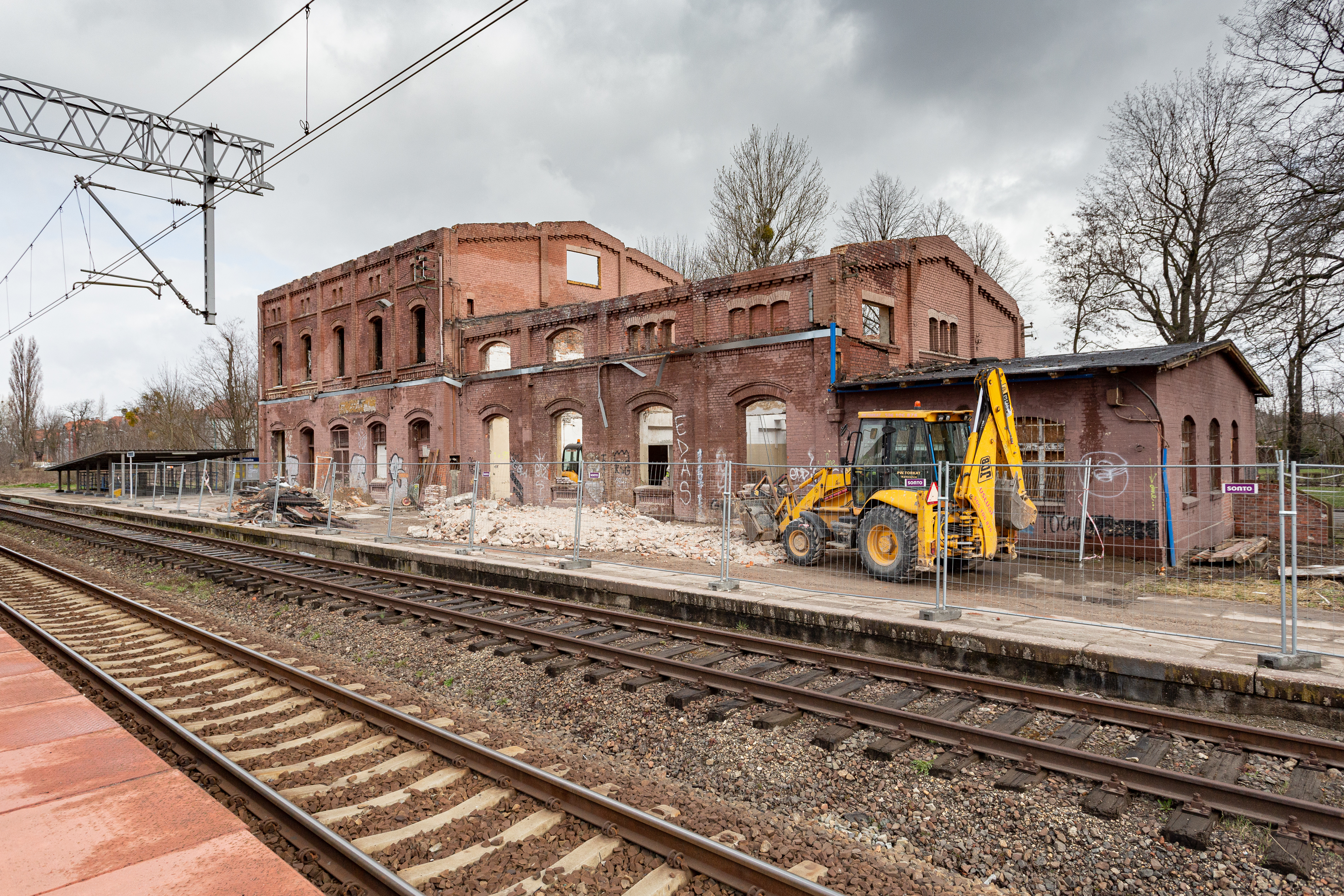
Przebudowa budynku, widok od strony peronów (2021)
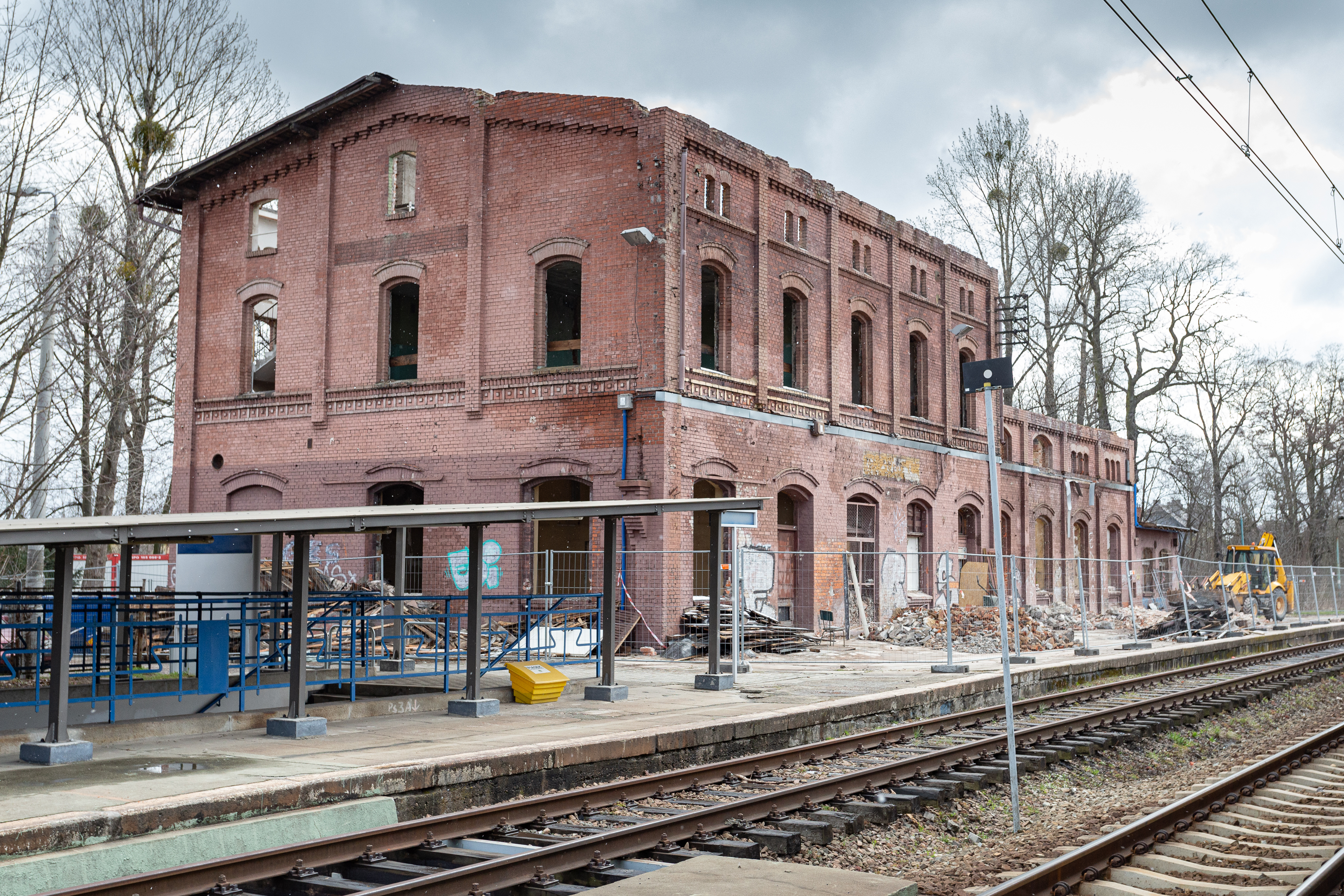
Przebudowa budynku, widok od strony peronów (2021)